# Dubai Tennis Championships 2006 - Qualificazioni singolare femminile
Le qualificazioni del singolare femminile del Dubai Tennis Championships 2006 sono state un torneo di tennis preliminare per accedere alla fase finale della manifestazione. I vincitori dell'ultimo turno sono entrati di diritto nel tabellone principale. In caso di ritiro di uno o più giocatori aventi diritto a questi sono subentrati i lucky loser, ossia i giocatori che hanno perso nell'ultimo turno ma che avevano una classifica più alta rispetto agli altri partecipanti che avevano comunque perso nel turno finale.
Le qualificazioni del torneo Dubai Tennis Championships 2006 prevedevano 32 partecipanti di cui 4 sono entrati nel tabellone principale.

## Teste di serie
1. Assente
2. Julia Schruff (secondo turno)
3. Assente
4. Cvetana Pironkova (primo turno)

1. Zi Yan (ultimo turno)
2. María Vento-Kabchi (ultimo turno)
3. Mashona Washington (secondo turno)
4. Martina Müller (Qualificata)
5. Sun Tiantian (ultimo turno)
6. Kateryna Bondarenko (Qualificata)

## Qualificati
1. Kateryna Bondarenko
2. Kyra Nagy

1. Martina Müller
2. Henrieta Nagyová

## Tabellone

### Legenda
| - Q = Qualificato - WC = Wild card - LL = Lucky loser | - ALT = Alternate - SE = Special Exempt - PR = Protected Ranking | - w/o = Walkover - r = Ritirato - d = Squalificato |

### Sezione 1
|  | Primo turno           | Primo turno           | Primo turno           | Primo turno | Primo turno |  |  | Secondo turno | Secondo turno         | Secondo turno         | Secondo turno  | Secondo turno  |    |    | Ultimo turno | Ultimo turno        | Ultimo turno        | Ultimo turno | Ultimo turno |  |
|  |                       |                       |                       |             |             |  |  |               |                       |                       |                |                |    |    |              |                     |                     |              |              |  |
|  |                       |                       |                       |             |             |  |  |               |                       |                       |                |                |    |    |              |                     |                     |              |              |  |
|  |                       |                       |                       |             |             |  |  | 10            | Kateryna Bondarenko   | Kateryna Bondarenko   | 6              | 7              |    |    |              |                     |                     |              |              |  |
|  | Stéphanie Cohen-Aloro | Stéphanie Cohen-Aloro | Stéphanie Cohen-Aloro | 6           | 7           |  |  |               | Stéphanie Cohen-Aloro | Stéphanie Cohen-Aloro | 0              | 6              |    |    |              |                     |                     |              |              |  |
|  | Caroline Schneider    | Caroline Schneider    | Caroline Schneider    | 0           | 65          |  |  |               |                       |                       |                |                |    |    | 10           | Kateryna Bondarenko | Kateryna Bondarenko | 7            | 7            |  |
|  | Elena Baltacha        | Elena Baltacha        | Elena Baltacha        | 6           | 6           |  |  |               |                       |                       | Elena Baltacha | Elena Baltacha | 64 | 64 |              |                     |                     |              |              |  |
|  | Martina Gregoric      | Martina Gregoric      | Martina Gregoric      | 0           | 1           |  |  |               | Elena Baltacha        | Elena Baltacha        | 6              | 6              |    |    |              |                     |                     |              |              |  |
|  |                       |                       |                       |             |             |  |  | 7             | Mashona Washington    | Mashona Washington    | 2              | 3              |    |    |              |                     |                     |              |              |  |
|  |                       |                       |                       |             |             |  |  |               |                       |                       |                |                |    |    |              |                     |                     |              |              |  |

### Sezione 2
|  | Primo turno    | Primo turno        | Primo turno        | Primo turno | Primo turno |  |  | Secondo turno | Secondo turno      | Secondo turno      | Secondo turno      | Secondo turno |   |   | Ultimo turno | Ultimo turno | Ultimo turno | Ultimo turno | Ultimo turno |  |
|  |                |                    |                    |             |             |  |  |               |                    |                    |                    |               |   |   |              |              |              |              |              |  |
|  |                |                    |                    |             |             |  |  |               |                    |                    |                    |               |   |   |              |              |              |              |              |  |
|  |                |                    |                    |             |             |  |  | 2             | Julia Schruff      | Julia Schruff      | 4                  | 64            |   |   |              |              |              |              |              |  |
|  | Kyra Nagy      | Kyra Nagy          | 6                  | 2           | 6           |  |  |               | Kyra Nagy          | Kyra Nagy          | 6                  | 7             |   |   |              |              |              |              |              |  |
|  | Samia Medjahdi | Samia Medjahdi     | 3                  | 6           | 2           |  |  |               |                    |                    |                    |               |   |   |              | Kyra Nagy    | 2            | 6            | 7            |  |
|  |                |                    |                    |             |             |  |  |               |                    | 6                  | María Vento-Kabchi | 6             | 4 | 5 |              |              |              |              |              |  |
|  |                |                    |                    |             |             |  |  |               | Tat'jana Puček     | Tat'jana Puček     | 65                 | 1             |   |   |              |              |              |              |              |  |
|  | 6              | María Vento-Kabchi | María Vento-Kabchi | 6           | 6           |  |  | 6             | María Vento-Kabchi | María Vento-Kabchi | 7                  | 6             |   |   |              |              |              |              |              |  |
|  |                | Manar Al Jazzaf    | Manar Al Jazzaf    | 0           | 0           |  |  |               |                    |                    |                    |               |   |   |              |              |              |              |              |  |

### Sezione 3
|  | Primo turno       | Primo turno       | Primo turno       | Primo turno | Primo turno |  |  | Secondo turno | Secondo turno     | Secondo turno     | Secondo turno  | Secondo turno  |   |   | Ultimo turno | Ultimo turno | Ultimo turno | Ultimo turno | Ultimo turno |  |
|  |                   |                   |                   |             |             |  |  |               |                   |                   |                |                |   |   |              |              |              |              |              |  |
|  |                   |                   |                   |             |             |  |  |               |                   |                   |                |                |   |   |              |              |              |              |              |  |
|  |                   |                   |                   |             |             |  |  | 9             | Sun Tiantian      | Sun Tiantian      | 6              | 6              |   |   |              |              |              |              |              |  |
|  | Al'ona Bondarenko | Al'ona Bondarenko | Al'ona Bondarenko | 6           | 6           |  |  |               | Al'ona Bondarenko | Al'ona Bondarenko | 0              | 1              |   |   |              |              |              |              |              |  |
|  | Jennifer Smith    | Jennifer Smith    | Jennifer Smith    | 0           | 0           |  |  |               |                   |                   |                |                |   |   | 9            | Sun Tiantian | Sun Tiantian | 4            | 1            |  |
|  | Vanessa Henke     | Vanessa Henke     | Vanessa Henke     | 7           | 6           |  |  |               |                   | 8                 | Martina Müller | Martina Müller | 6 | 6 |              |              |              |              |              |  |
|  | Li Ting           | Li Ting           | Li Ting           | 5           | 3           |  |  |               | Vanessa Henke     | Vanessa Henke     | 0              | 4              |   |   |              |              |              |              |              |  |
|  | 8                 | Martina Müller    | 4                 | 7           | 6           |  |  | 8             | Martina Müller    | Martina Müller    | 6              | 6              |   |   |              |              |              |              |              |  |
|  |                   | Anne Kremer       | 6                 | 5           | 3           |  |  |               |                   |                   |                |                |   |   |              |              |              |              |              |  |

### Sezione 4
|  | Primo turno        | Primo turno          | Primo turno          | Primo turno | Primo turno |  |  | Secondo turno      | Secondo turno      | Secondo turno     | Secondo turno | Secondo turno |   |   | Ultimo turno | Ultimo turno     | Ultimo turno | Ultimo turno | Ultimo turno |  |
|  |                    |                      |                      |             |             |  |  |                    |                    |                   |               |               |   |   |              |                  |              |              |              |  |
|  |                    | Henrieta Nagyová     | 6                    | 1           | 7           |  |  |                    |                    |                   |               |               |   |   |              |                  |              |              |              |  |
|  | 4                  | Cvetana Pironkova    | 4                    | 6           | 63          |  |  | Henrieta Nagyová   | Henrieta Nagyová   | 5                 | 7             | 6             |   |   |              |                  |              |              |              |  |
|  | Stéphanie Gehrlein | Stéphanie Gehrlein   | Stéphanie Gehrlein   | 6           | 6           |  |  | Stéphanie Gehrlein | Stéphanie Gehrlein | 7                 | 5             | 1             |   |   |              |                  |              |              |              |  |
|  | Fatma Al-Nabhani   | Fatma Al-Nabhani     | Fatma Al-Nabhani     | 0           | 3           |  |  |                    |                    |                   |               |               |   |   |              | Henrieta Nagyová | 3            | 6            | 6            |  |
|  |                    |                      |                      |             |             |  |  |                    |                    | 5                 | Zi Yan        | 6             | 3 | 0 |              |                  |              |              |              |  |
|  |                    |                      |                      |             |             |  |  |                    | Angelika Bachmann  | Angelika Bachmann | 1             | 1             |   |   |              |                  |              |              |              |  |
|  | 5                  | Zi Yan               | Zi Yan               | 6           | 6           |  |  | 5                  | Zi Yan             | Zi Yan            | 6             | 6             |   |   |              |                  |              |              |              |  |
|  |                    | Kacjaryna Dzehalevič | Kacjaryna Dzehalevič | 4           | 2           |  |  |                    |                    |                   |               |               |   |   |              |                  |              |              |              |  |